# Johannes I. Pfefferhard
Johannes I. Pfefferhard (* vor 1300; † 23. Mai 1331) war von 1325 bis 1331 Bischof von Chur.

## Leben
Johannes entstammte einer begüterten Konstanzer Patrizierfamilie. Sein Bruder Ulrich Pfefferhard war Bischof von Konstanz. Er studierte in Bologna. Johannes war Kirchherr in Steffisburg, Kanoniker in Chur und Konstanz, Dompropst von Würzburg. In den Streitigkeiten zwischen Kaiser Ludwig dem Bayern und dem Papst stand er auf der päpstlichen Seite. Er wurde 1325 zum Bischof von Chur gewählt. Auf der Rückreise von Avignon, wo er vor dem 18. September 1330 zum Bischof geweiht wurde, überfielen ihn die Freiherren von Grünenberg und hielten ihn in einer Burg „Tüfelsruggen“ gefangen, die nicht lokalisierbar ist. Er starb in Gefangenschaft und wurde in Binzen beigesetzt.